# Hôtel Sardini
Ne doit pas être confondu avec Hôtel Scipion.
L'hôtel Sardini est un édifice historique situé dans le centre-ville de Blois, en Loir-et-Cher (région Centre-Val de Loire). Classé monument historique depuis 1963, cet ancien hôtel particulier revêt une importance particulière dans le patrimoine architectural de la région.

## Localisation
L'hôtel se situe en plein centre-ville de Blois, dans le quartier historique du Puits-Châtel, au no 7 de la rue du Puits-Châtel. Par conséquent, l'hôtel Sardini est voisin de l'hôtel de Vareilles (également appelé hôtel de Lavallière), situé quant à lui au no 5 de la même rue.

## Historique
L'hôtel Sardini a été construit au XVIe siècle sous le règne de Louis XII, pour le compte d'un certain Pierre Bernelet, à une époque marquée par l'essor de l'architecture de la Renaissance.

Lors des régences de la reine Catherine de Médicis, à partir des années 1560, l'édifice est acquis par le riche banquier italien Scipion Sardini, alors proche de la souveraine qui séjourne régulièrement à Blois.

Blason de la famille italienne des Sardini.

Malgré les vicissitudes du temps, l'hôtel Sardini a été préservé et restauré pour maintenir son intégrité historique.

## Patrimonialité

### Protection et Label
L'hôtel Sardini a été classé monument historique en 1963 (pour les façades, toitures, oratoire et cheminée) et bénéficie d'une inscription pour tout le reste de l'hôtel en 1927, ce qui souligne son importance dans la préservation du patrimoine national. Son statut de monument historique garantit sa protection et son entretien, tout en permettant au public de découvrir et d'apprécier son histoire et son architecture.

### Statut juridique
Bien que classé monument historique, l'hôtel Sardini demeure une propriété privée. Son statut juridique en tant que tel assure sa préservation tout en respectant les droits de ses propriétaires actuels.